# Acyglossa pollinosa
Acyglossa pollinosa är en tvåvingeart som beskrevs av Villeneuve 1908. Acyglossa pollinosa ingår i släktet Acyglossa och familjen blomsterflugor. Inga underarter finns listade i Catalogue of Life.